# 阿基莱·坎纳
阿基莱·坎纳（義大利語：Achille Canna，1932年7月24日—），意大利男子篮球运动员。他曾代表意大利参加1952年和1960年夏季奥运会男子篮球比赛，分别获得第十七名和第四名。